# Ferran Sánchez Agustí
Ferran Sánchez i Agustí (Sallent, 1956 - 15 de maig de 2020) fou un escriptor i historiador català.
Les investigacions de Sánchez Agustí, caracteritzades per un estil amè i amb voluntat divulgadora, se centraren en el primer franquisme. Aprofundí el coneixement entorn de la Guerra Civil i els maquis a Catalunya i als Pirineus investigant diligències judicials i realitzant treball de camp, el que inclou els testimonis supervivents de l'època. Aportà molta documentació sobre maquisards, des de la invasió de la vall d'Aran el 1944 fins a la mort de Ramon Vila Capdevila (Caracremada) el 1963. A més de plasmar tot aquest coneixement en els seus llibres, també ho presentà en diverses ponències de les universitats de Pau i País de l'Adour, la de Toulouse-le-Mirail, la de Castilla-la Mancha i la Universidad Complutense de Madrid.

## Obres
- Història de l'hospital de Sallent, 1983
- Carlins amb armes en temps de pau. Altres efemèrides d'interès (1840-1842).  Lleida: Pagès, 1996, p. 392. ISBN 9788479353346.
- Maquis a Catalunya. De la invasió de la Vall d'Aran a la mort de Caracremada (Pagès Editors, 1999)
- Maquis y Pirineos. La gran invasión (Editorial Milenio, 2001)
- «Metges i maquis (1947-1949)» (pdf). Gimbernat, volum 40, 2003, pàg. 177-186.
- Espías, contrabando, maquis y evasión. La II Guerra Mundial en los Pirineos (Editorial Milenio, 2003)[6]
- El Maquis anarquista (Editorial Milenio, 2006)
- Maquis en el alto Aragón. La guerrilla en los Pirineos centrales (Editorial Milenio, 2011)
- Sallent 1714-2014. Sallent: (Ajuntament de la Vila de Sallent, 2014)
- La Guerra Civil al Montsec (Pagès editors, 2015)
- Sallent desaparegut (Efadós, 2018)